# Championnat du Mali de football 2011
Navigation
Saison précédente Saison suivante
La saison 2011 du Championnat du Mali de football était la 44e édition de la première division malienne à poule unique, la Première Division. Les quatorze meilleurs clubs maliens sont regroupés au sein d'une poule unique où ils s'affrontent deux fois, à domicile et à l'extérieur. Pour permettre le passage du championnat de 14 à 16 équipes, les deux derniers du classement sont relégués en fin de saison et remplacés par les quatre meilleurs clubs de Deuxième division.
C'est le Stade malien, tenant du titre, qui remporte à nouveau la compétition après avoir terminé en tête du classement final, avec dix points d'avance sur le Djoliba AC et quatorze sur l'AS Real Bamako. C'est le dix-septième titre de champion du Mali de l'histoire du club, qui manque le doublé en s'inclinant en finale de la Coupe du Mali face au Cercle olympique de Bamako.

## Les clubs participants
| - Djoliba AC - AS Real Bamako - Cercle olympique de Bamako - USFAS Bamako - Centre Salif Keita - Onze créateurs de Niaréla - AS Korofina | - Stade malien - CS Duguwolofila - Jeanne d'Arc FC - CAS Sévaré - Promu de Deuxième division - AS Bakaridjan - AS Bamako - Promu de Deuxième division - AS Police Bamako |

## Compétition

### Classement
Le barème de points servant à établir le classement se décompose ainsi :
- Victoire : 3 points
- Match nul : 1 point
- Défaite : 0 point

| Rang | Équipe                      | Pts | J  | G  | N  | P  | Bp | Bc | Diff |
| ---- | --------------------------- | --- | -- | -- | -- | -- | -- | -- | ---- |
| 1    | Stade malienT               | 59  | 26 | 18 | 5  | 3  | 46 | 12 | +34  |
| 2    | Djoliba AC                  | 49  | 26 | 14 | 7  | 5  | 37 | 19 | +18  |
| 3    | AS Real Bamako              | 45  | 26 | 12 | 9  | 5  | 35 | 20 | +15  |
| 4    | AS Korofina                 | 41  | 26 | 11 | 8  | 7  | 24 | 21 | +3   |
| 5    | Cercle olympique de BamakoC | 38  | 26 | 9  | 11 | 6  | 29 | 23 | +6   |
| 6    | Jeanne d'Arc FC             | 36  | 26 | 10 | 6  | 10 | 32 | 32 | 0    |
| 7    | CS Duguwolofila             | 36  | 26 | 8  | 12 | 6  | 31 | 31 | 0    |
| 8    | Onze créateurs de Niaréla   | 32  | 26 | 9  | 5  | 12 | 40 | 39 | +1   |
| 9    | AS Bakaridjan               | 31  | 26 | 8  | 7  | 11 | 28 | 35 | -7   |
| 10   | Centre Salif Keita          | 31  | 26 | 9  | 4  | 13 | 29 | 40 | -11  |
| 11   | AS BamakoP                  | 31  | 26 | 8  | 7  | 11 | 27 | 38 | -11  |
| 12   | AS Police Bamako            | 30  | 26 | 8  | 6  | 12 | 34 | 35 | -1   |
| 13   | USFAS Bamako                | 26  | 26 | 6  | 8  | 12 | 34 | 44 | -10  |
| 14   | CAS SévaréP                 | 11  | 26 | 2  | 5  | 19 | 13 | 50 | -37  |

|  | Qualification pour la Ligue des champions de la CAF 2012                             |
|  | Qualification pour la Coupe de la confédération 2012                                 |
|  | Relégation en Deuxième division                                                      |
|  | T : Tenant du titre C : Vainqueur de la Coupe du Mali P : Promu de Deuxième division |

## Bilan de la saison
| Championnat du Mali de football 2011 |                            |
| Champion                             | Stade malien (17e titre)   |
| Coupes et trophées                   |                            |
| Vainqueur de la Coupe du Mali 2011   | AS Real Bamako             |
| Qualifications continentales         |                            |
| Ligue des champions de la CAF 2012   | Stade malien               |
| Ligue des champions de la CAF 2012   | Djoliba AC                 |
| Coupe de la confédération 2012       | AS Real Bamako             |
| Coupe de la confédération 2012       | Cercle olympique de Bamako |
| Promotions et relégations            |                            |
| Promus en Division 1                 | Stade malien de Sikasso    |
| Promus en Division 1                 | AS Sigui Kayes             |
| Promus en Division 1                 | AS Nianan                  |
| Promus en Division 1                 | AS Missira                 |
| Relégués en Division 2               | USFAS Bamako               |
| Relégués en Division 2               | CAS Sévaré                 |